# كامينغز س. تشيسني
كامينغز س. تشيسني (بالإنجليزية: Cummings C. Chesney)‏ هو مهندس كهربائي ومهندس أمريكي، ولد في 28 أكتوبر 1863 في سيلينسغروف في الولايات المتحدة، وتوفي في 27 نوفمبر 1947.